# 芒特弗農鎮區 (伊利諾州傑佛遜縣)
芒特弗農鎮區（英語：Mount Vernon Township）是位於美國伊利诺伊州傑佛遜縣的一個行政鎮區。

## 地方資料
根據2010年美國人口普查的數據，芒特弗農鎮區的面積為96.40平方千米，當中陸地面積為95.70平方千米，而水域面積為0.70平方千米。當地共有人口13216人，而人口密度為每平方千米137.1人。